# Ruta Nacional 65 (Argentina)
La Ruta Nacional 65 es una ruta de montaña de 126 km, parcialmente pavimentada, que conecta el oeste de la provincia de Tucumán y el este de la provincia de Catamarca, en la República Argentina. Une el empalme con la Ruta Nacional 38 en la ciudad tucumana de Concepción con la ciudad catamarqueña de Andalgalá. La ruta se encuentra pavimentada entre los empalmes con la ruta nacional 38 y la provincial 48, en las localidades de Concepción y Alpachiri respectivamente.

## Historia
La ruta fue construida en los años 1974 e inaugurada en mayo de 1975.
En el año 1979 mediante el Decreto Nacional 1595 la jurisdicción de este camino pasó a ambas provincias del noroeste argentino: en Tucumán se la comenzó a denominar Ruta Provincial 365, mientras que en Catamarca se la nombró Ruta Provincial 48. 
En 2006, el gobierno nacional devolvió la jurisdicción de la ruta a la órbita nacional, recobrando su anterior denominación de Ruta Nacional 65. En 2012 la gobernadora catamarqueña Lucía Corpacci lanzó la pavimentación del corredor Aconquija (Catamarca)-Concepción (Tucumán) en la sección empalme Ruta Provincial 1 y puente del Río Potrero, que tuvo una inversión de 44.5 millones de pesos y una extensión de 17.5 kilómetros, esto en el marco de un convenio entre la Provincia y Vialidad Nacional, el convenio establece que una vez concluidas y recibidas definitivamente las obras por parte de la Provincia, la ruta será transferida a Vialidad Nacional, con lo cual llevará la denominación de Ruta Nacional N.º 65. Dicha transferencia comprende los campamentos, incluidas sus instalaciones, terrenos, obras de arte, alcantarillas anexas y todo lo adherido al suelo dentro de la zona de camino, en el estado en que se encuentren. En Tucumán en 2013 el gobernador Dr Alperovich anunció el comienzo la obra del empalme entre la renovada ruta nacional 38 y la provincial 65, por donde se ingresa a la terminal de colectivos. En detalle, la obra consistía en una vía de ingreso a la ciudad de seis carriles sobre la 38 y una rotonda para articular el tránsito con la 65. 
En el límite entre ambas provincias la ruta pasa por la Cuesta del Clavillo, que llega a los 1910 m s. n. m.
En territorio tucumano la carretera pasa junto al parque nacional Campo de los Alisos.

## Localidades
Las ciudades y pueblos por los que pasa esta ruta de este a oeste son los siguientes (los pueblos con menos de 5.000 hab. figuran en itálica).

### Provincia de Tucumán
Recorrido: 48 km (kilómetro 0-48).
- Departamento Chicligasta: Concepción (kilómetro 0) y Alpachiri (km 19).

### Provincia de Catamarca
Recorrido: 78 km (km 48-126).
- Departamento Andalgalá: Río Potrero (km 66), El Charquiadero (km 71), Alto de las Juntas (km 75), El Alamito (km 79), Buena Vista (km 81), Agua de las Palomas (km 100) y Andalgalá (km 126).

## Imágenes

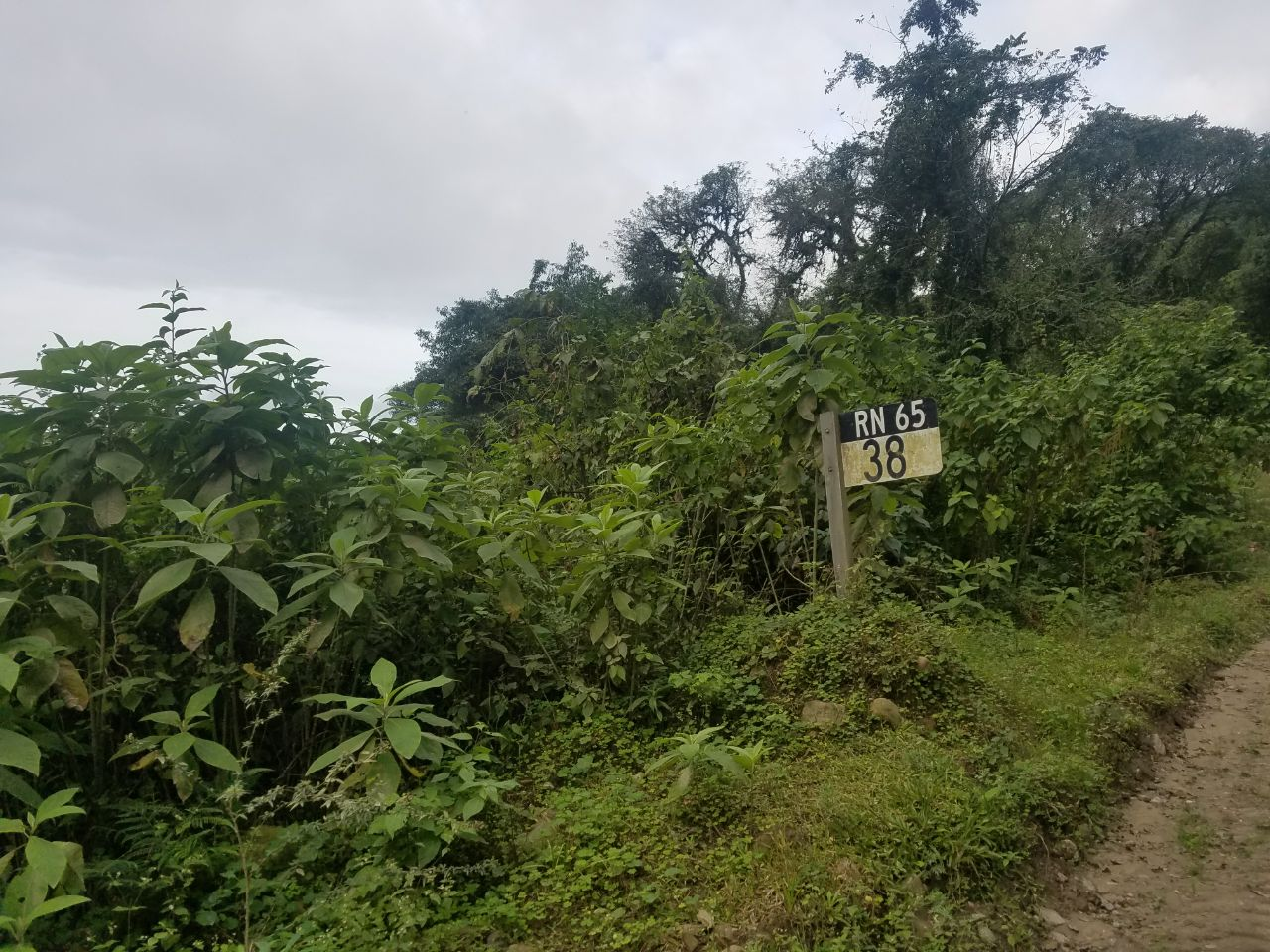
Ruta Nacional 65 en Tucumán
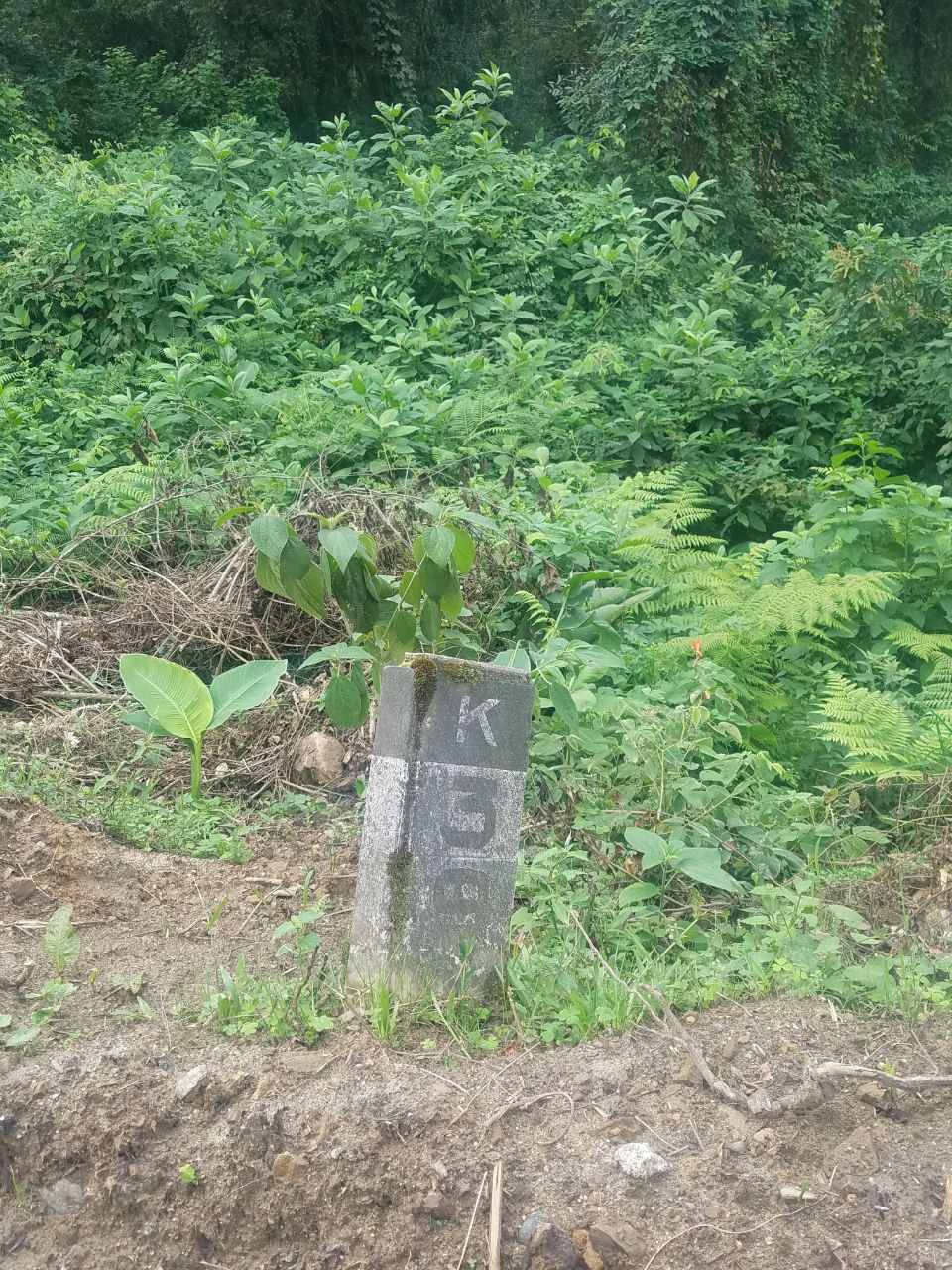
Antiguo mojón
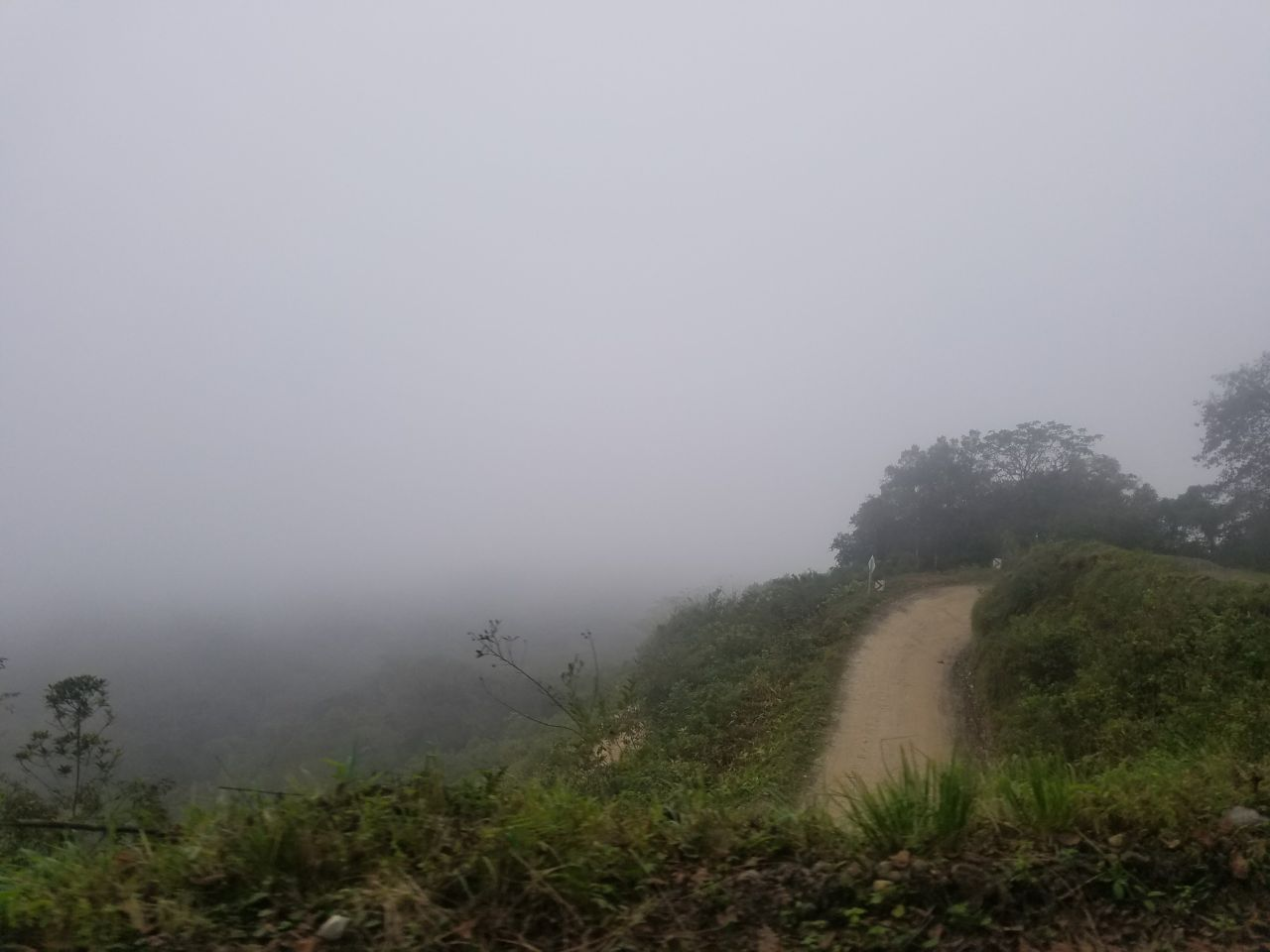
Ruta de montaña